# Karl-Günther Bechem
Karl-Günther Bechem, alias Bernhard Nacke (Hagen, 21 december 1921 - 3 mei 2011) is een Duits voormalig Formule 1-coureur.
Hij reed twee races: de Grand Prix van Duitsland in 1952 (team BMW) en in 1953 (AFM).